# Ariocarpus retusus
Ariocarpus retusus, conocido comúnmente como Chaute, Peyote cimarrón o Tsuwirí, es una especie de planta suculenta perteneciente al género Ariocarpus, dentro de la familia Cactaceae. Es endémica del noreste de México y una de las especies más grandes y de más rápido crecimiento de este género, conocido por su lento ritmo de crecimiento.

## Descripción

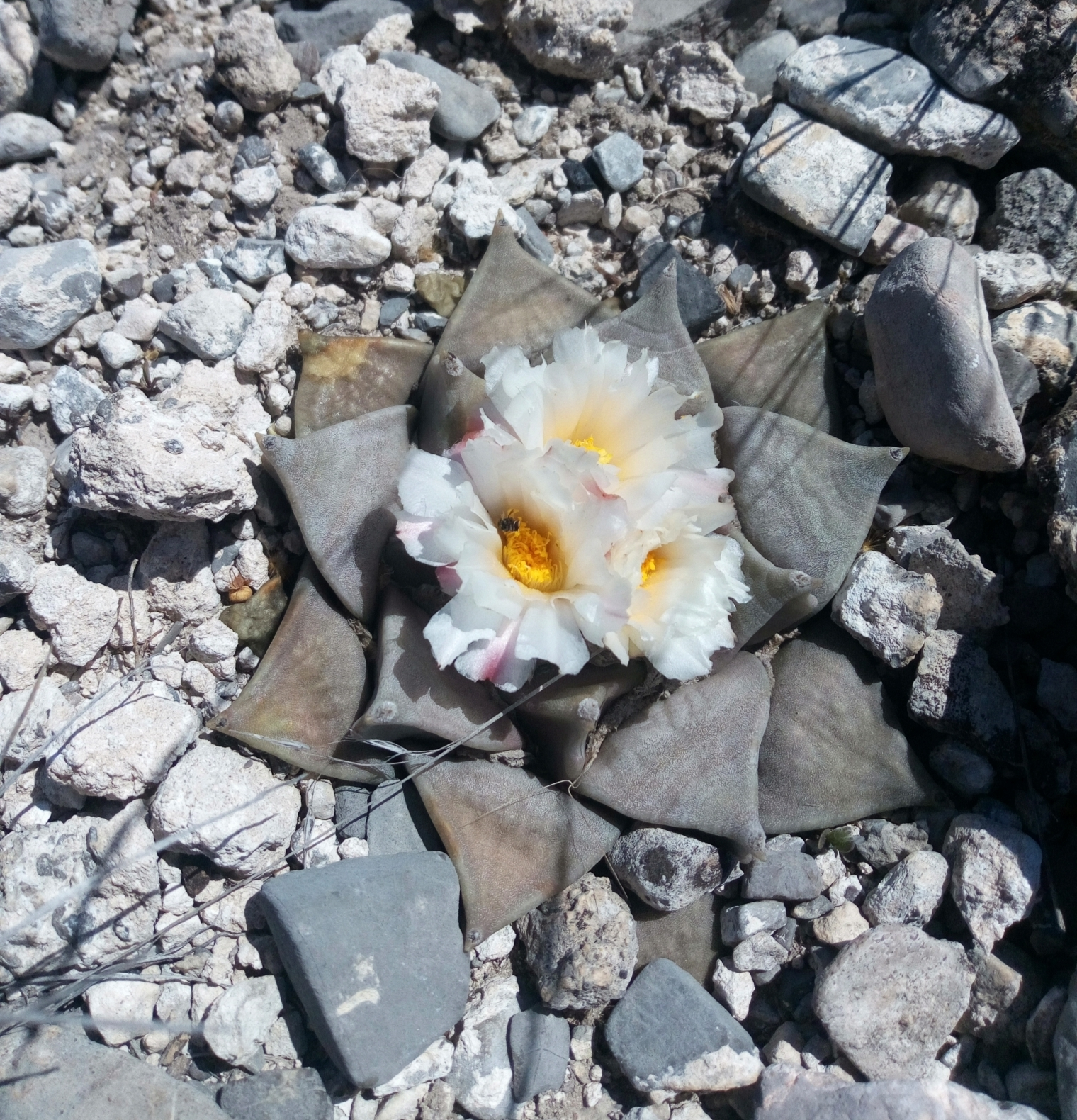
Planta en flor

Ariocarpus retusus es una especie de cactus que crece de forma solitaria y es mucho más globoso que los otros integrantes de su género. Sus brotes son esféricos aplanados, de color verde grisáceo, verde azulado o verde amarillento y llega a alcanzar alturas de 3 a 25 cm y diámetros de 4 a 30 cm.
Presenta una serie de tubérculos o protuberancias parecidas a hojas aplanadas, con forma triangular y la punta roma o redondeada, que sobresalen de la base del tallo. Son erectas y extendidas, sobresalen del suelo, se apiñan en la base, y miden de 1,5 a 4 centímetros de largo y de 1 a 3,5 centímetros de ancho, (a veces tan largas como anchas o el doble de largas).
Además, ocasionalmente encontramos areolas en las puntas de los tubérculos, aunque no presentan espinas. Las flores son de color crema a amarillo claro, blancas (a veces con una raya central roja) o rojo rosado, y tienen un diámetro de 3 a 5 centímetros. Los frutos son alargados y miden de 1 a 2,5 centímetros de largo.

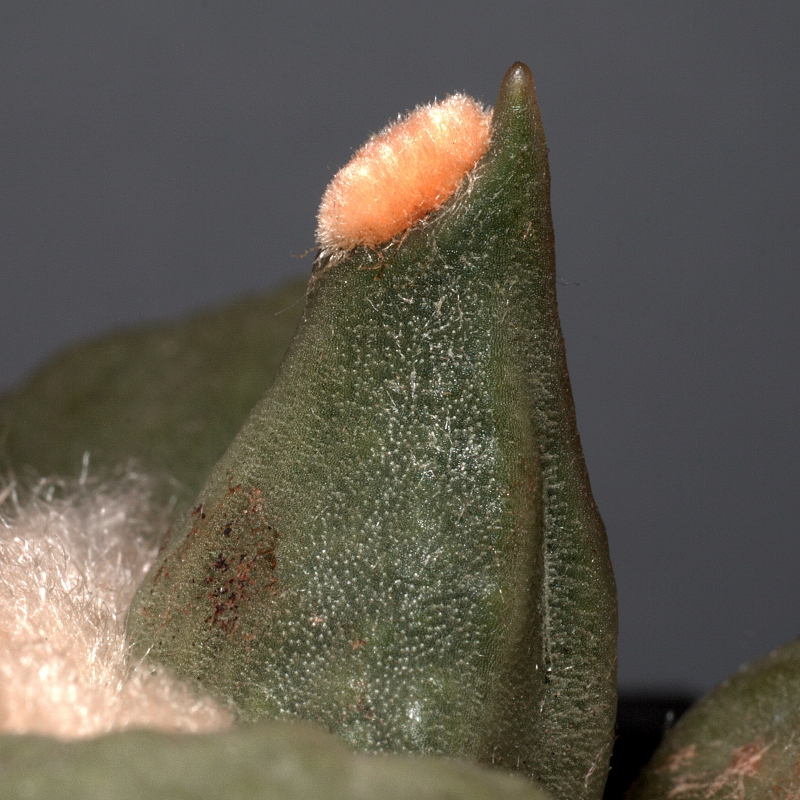
Detalle de la areola en la punta del tubérculo

## Distribución y hábitat
El área de distribución nativa de esta especie es el noreste de México, concretamente desde los estados de Coahuila y Nuevo León hacia el sur, a lo largo de ambos lados de la Sierra Madre Occidental hasta San Luis Potosí, Tamaulipas y Zacatecas, en el alto desierto chihuahuense a elevaciones entre 1300 y 2000 metros. 
Esta especie crece principalmente en biomas desérticos o de matorrales secos, en laderas calizas y rocosas y en pastizales.

## Taxonomía
Ariocarpus retusus fue descrita por Michael Joseph François Scheidweiler y publicado por primera vez en Bulletin de l'Academie Royale des Sciences et Belles-lettres de Bruxelles 5 (8): 492, f. 1–5. en 1838. 
Etimología
- Ariocarpus: nombre genérico formado a partir de las palabras griegas aria (que significa 'blanco' o 'blanquecino') y carpus (que significa 'fruto'), en alusión al color blanco tan característico de sus frutos.
- retusus: epíteto específico que deriva del latín y que significa 'romo', haciendo referencia a la forma roma de la punta de los tubérculos de esta especie.[5]

Sinonimia
- Anhalonium areolosum Lem., 1859
- Anhalonium elongatum Salm-Dyck, 1845
- Anhalonium furfuraceum (S.Watson) J.M.Coult., 1894
- Anhalonium prismaticum Lem., 1839
- Ariocarpus prismaticus Cobbold, 1903
- Anhalonium pulvilligerum Lem., 1843
- Anhalonium retusum Salm-Dyck, 1845
- Ariocarpus confusus Halda & Horáček, 1997
- Ariocarpus elongatus (Salm-Dyck) Wettst., 1928
- Ariocarpus elongatus subsp. horacekii (Halda) Halda, 1998
- Ariocarpus furfuraceus (S.Watson) H.S.Thomps., 1898
- Ariocarpus furfuraceus f. cristata Frič, 1925
- Ariocarpus furfuraceus var. rostratus A.Berger, 1929
- Ariocarpus prismaticus var. maior Frič, 1925
- Ariocarpus prismaticus var. minor Frič, 1925
- Ariocarpus pulvilligeris (Monv. ex C.F.Först. & Rümpler) K.Schum., 1898
- Ariocarpus retusus subsp. confusus (Halda & Horáček) Lüthy, 1999
- Ariocarpus retusus var. furfuraceus (S.Watson) G.Frank, 1975
- Ariocarpus retusus subsp. horacekii Halda & Panar., 1998
- Ariocarpus retusus subsp. jarmilae Halda, Horáček & Panar., 1998
- Ariocarpus retusus subsp. panarottoi Halda & Horáček, 1998
- Ariocarpus retusus subsp. pectinatus Weisbarth, 2003
- Ariocarpus retusus subsp. scapharostroides Halda & Horáček, 1997
- Ariocarpus retusus subsp. sladkovskyi Halda & Kupčák, 2000
- Ariocarpus trigonus var. elongatus (Salm-Dyck) Backeb., 1961
- Ariocarpus trigonus var. horacekii Halda (1997)
- Cactus areolosus Kuntze, 1891
- Cactus prismaticus (Hemsl.) Kuntze, 1891
- Cactus procerus (C.Ehrenb.) Kuntze, 1891
- Mammillaria aloides Monv. ex Labour., 1853
- Mammillaria areolosa Hemsl., 1880
- Mammillaria elongata Hemsl., 1880
- Mammillaria furfuracea S.Watson, 1890
- Mammillaria prismatica Hemsl., 1880
- Mammillaria procera C.Ehrenb., 1849
- Mammillaria pulvilligera Monv. ex C.F.Först. & Rümpler, 1885
- Mammillaria purpuracea S.Watson, 1890

## Estado de conservación

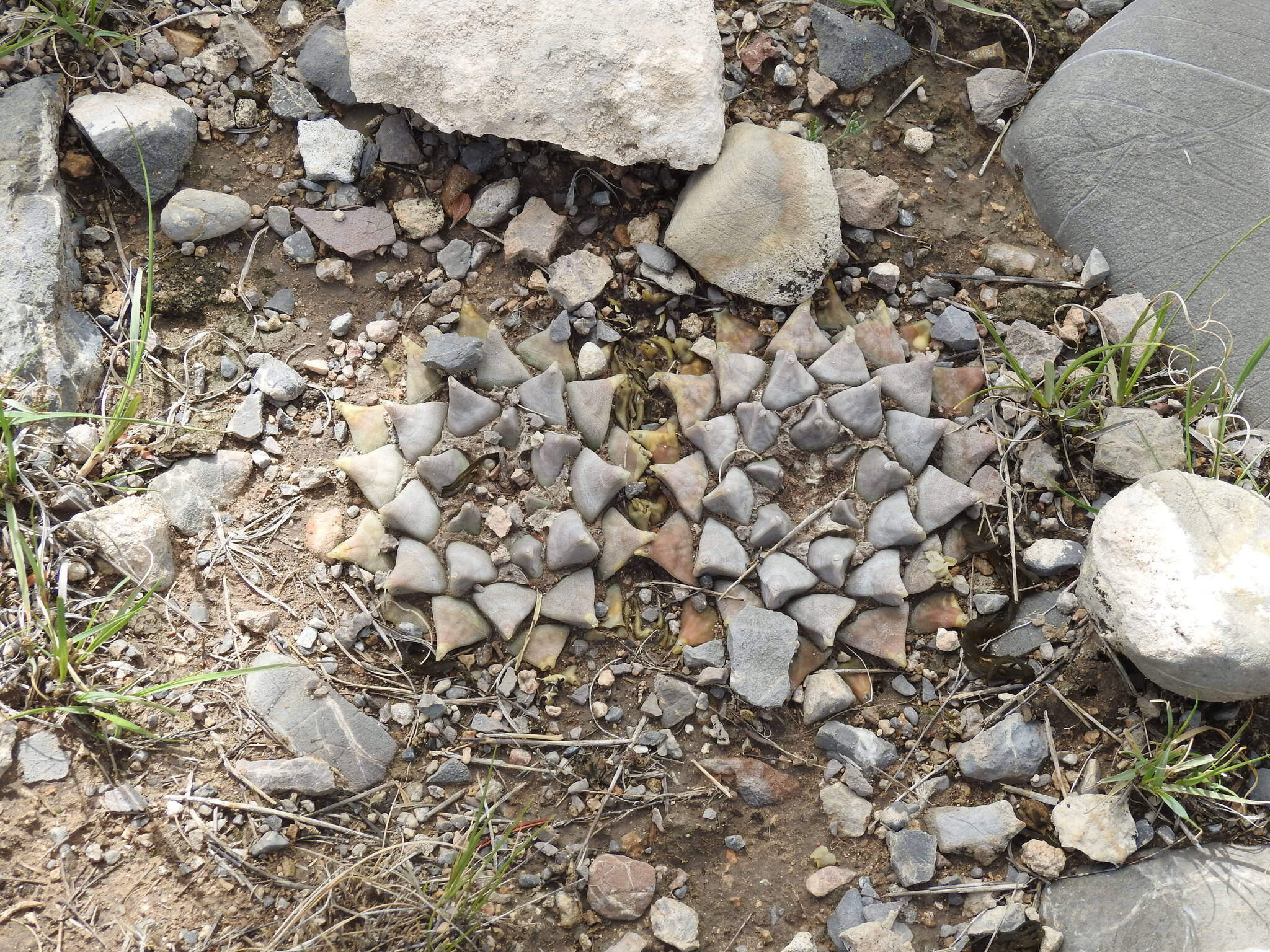
Planta en su hábitat

En la Lista Roja de Especies Amenazadas de la UICN, la especie está clasificada como de “Preocupación Menor (LC)”.

## Importancia económica y cultural

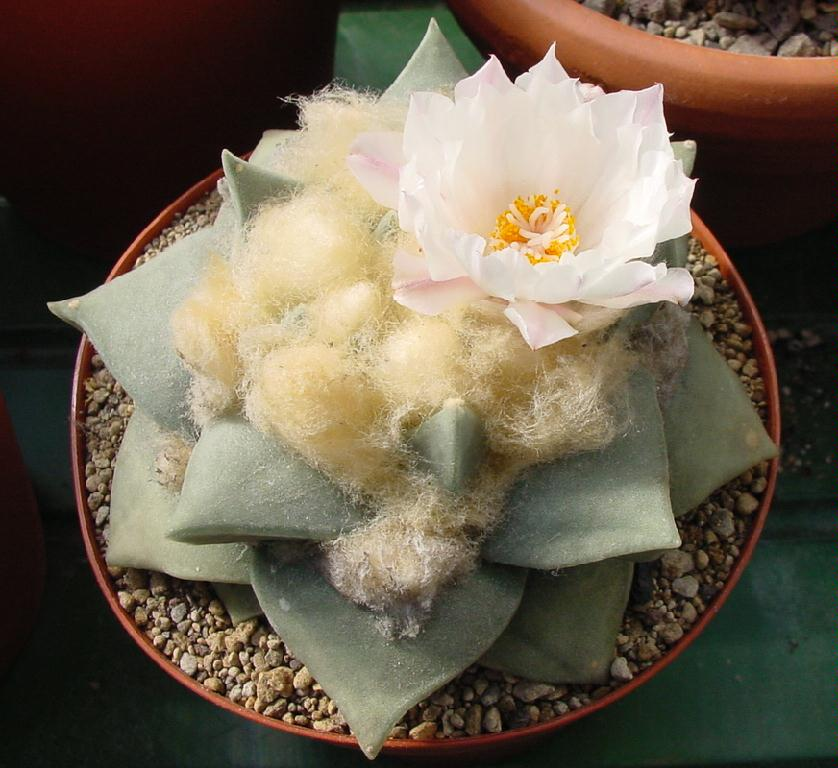
Planta en cultivo

### Cultivo
La especie se cultiva a menudo como planta ornamental y es una de las especies más grandes y de más rápido crecimiento de este género, conocida por su ritmo de crecimiento lento. A pesar de su lento crecimiento, que a menudo tarda diez años en alcanzar la edad de floración,  es una de las especies más fáciles de cultivar del género.

### Psicoactividad
Los Huicholes los usan en ceremonias religiosas ya que contiene alcaloides psicoactivos, como hordenina, N-metiltiramina, N-metil-3,4-dimetoxi-β-fenetilamina y N-metil-4-metoxi-β-fenetilamina  así como el flavonol retusina.  

### Otros usos
Los lugareños utilizan la baba de las raíces de las plantas como pegamento para reparar cerámica. Además también se utiliza como planta medicinal para tratar la fiebre.

## Galería

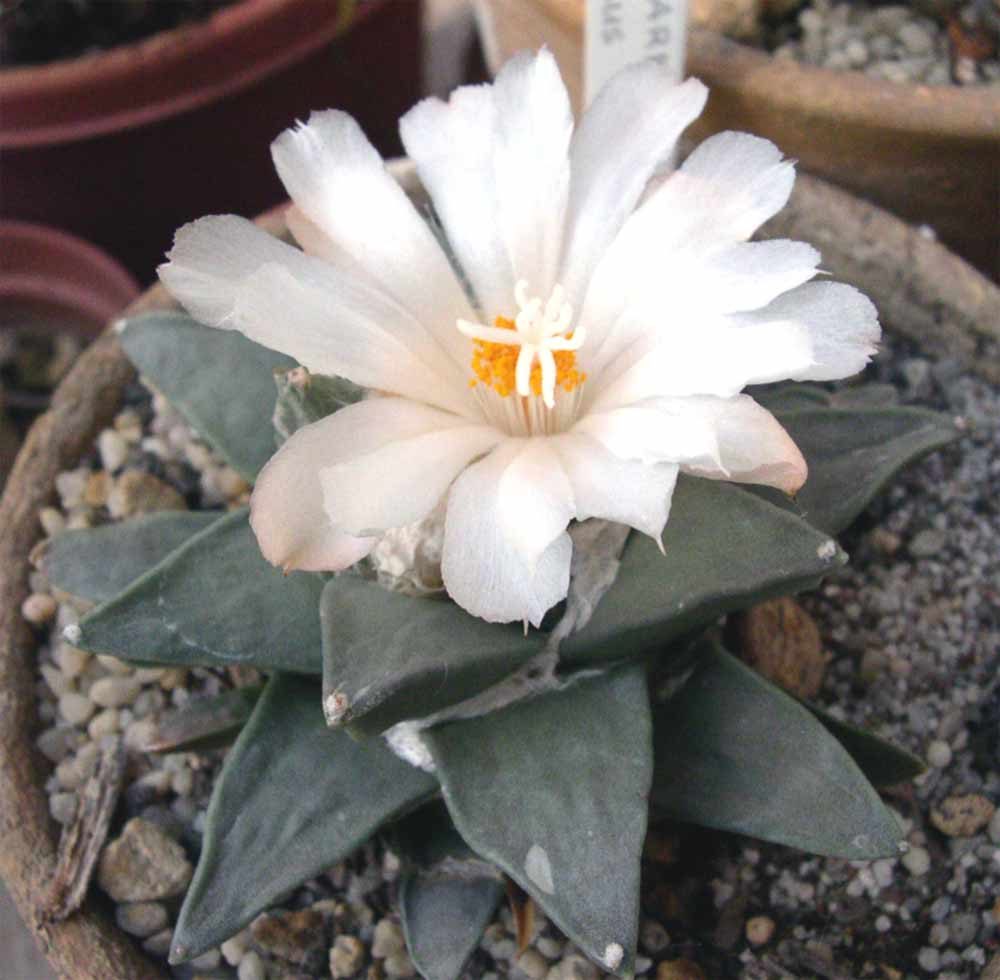
Planta en flor
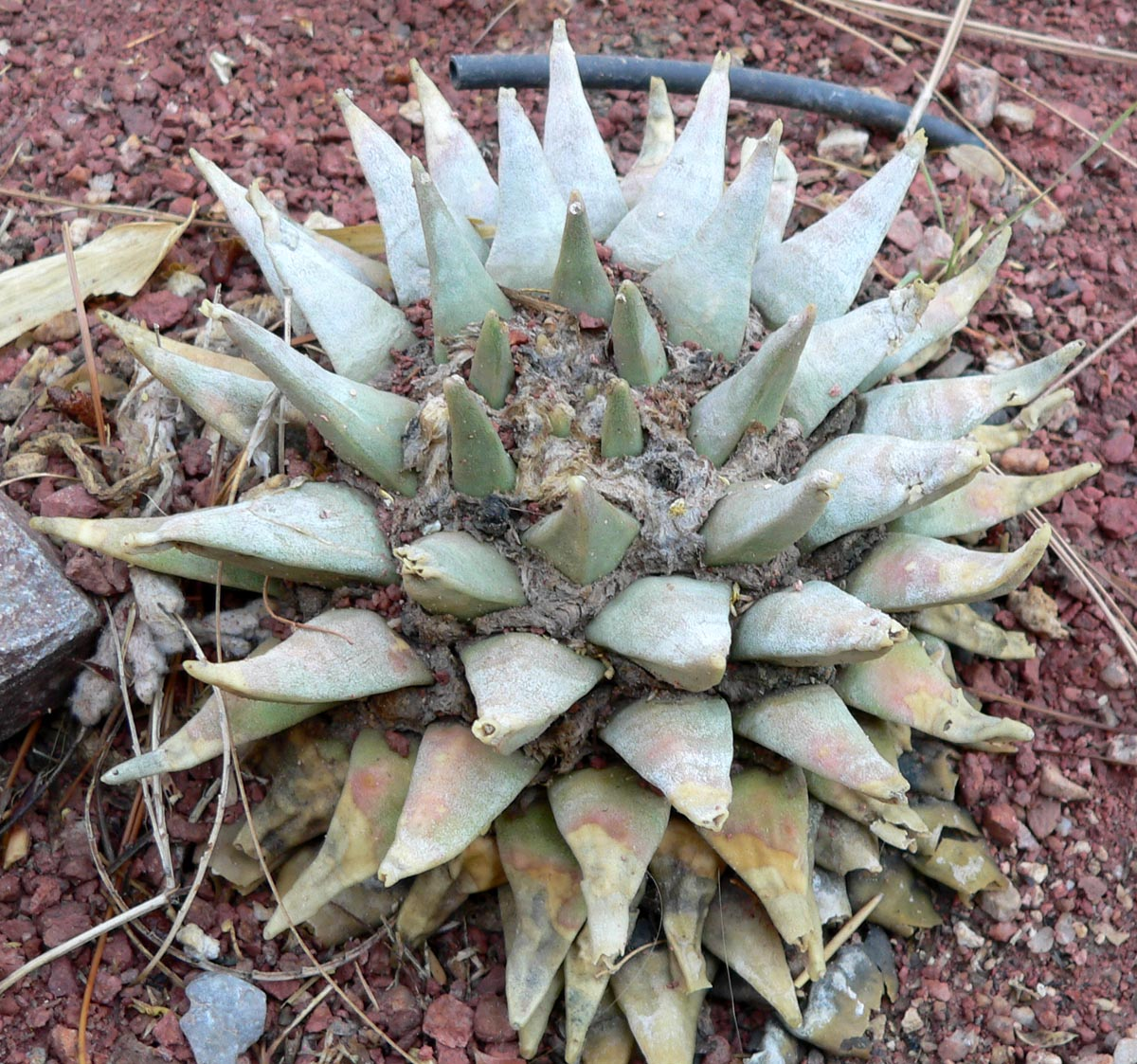
Porte de la planta
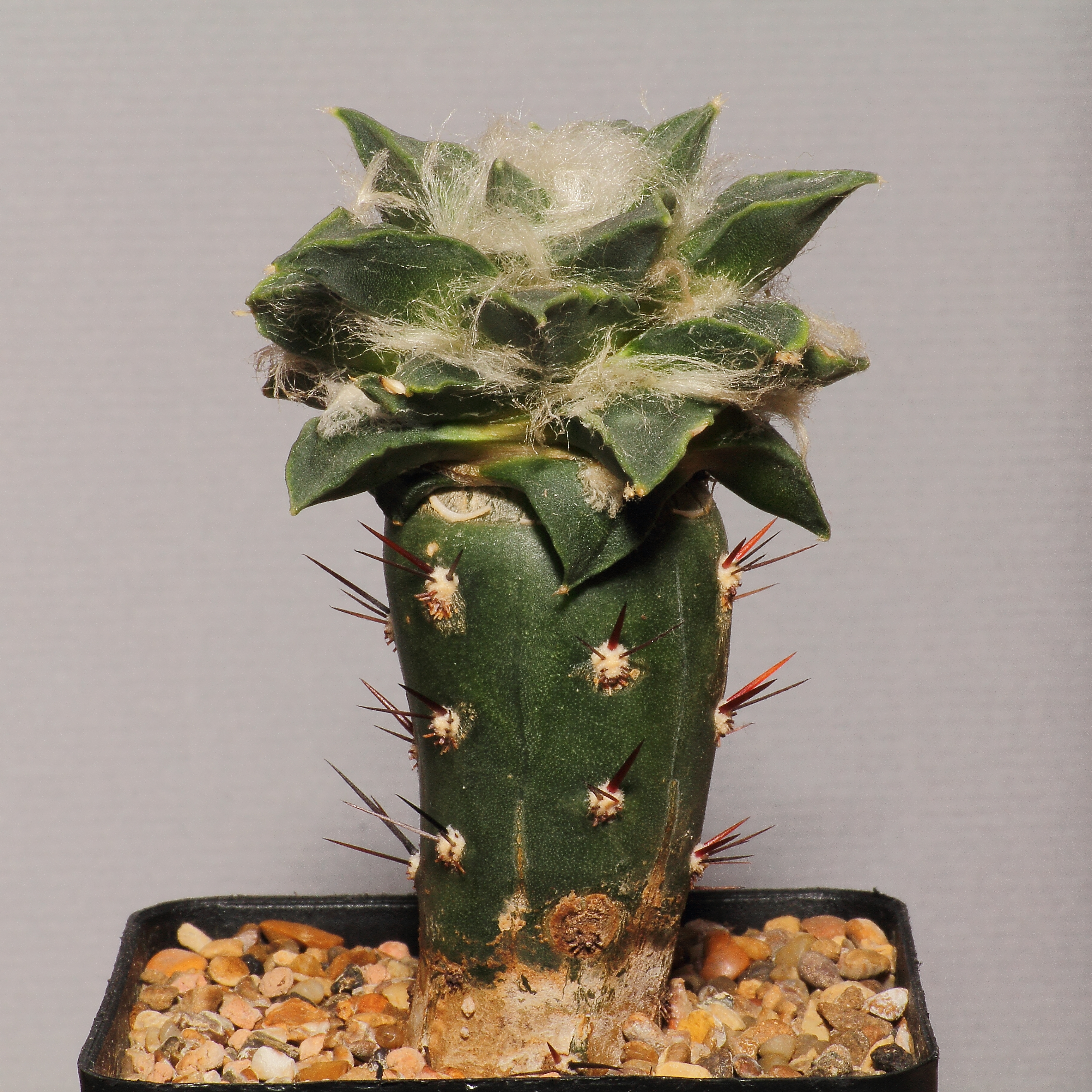
Planta en injerto
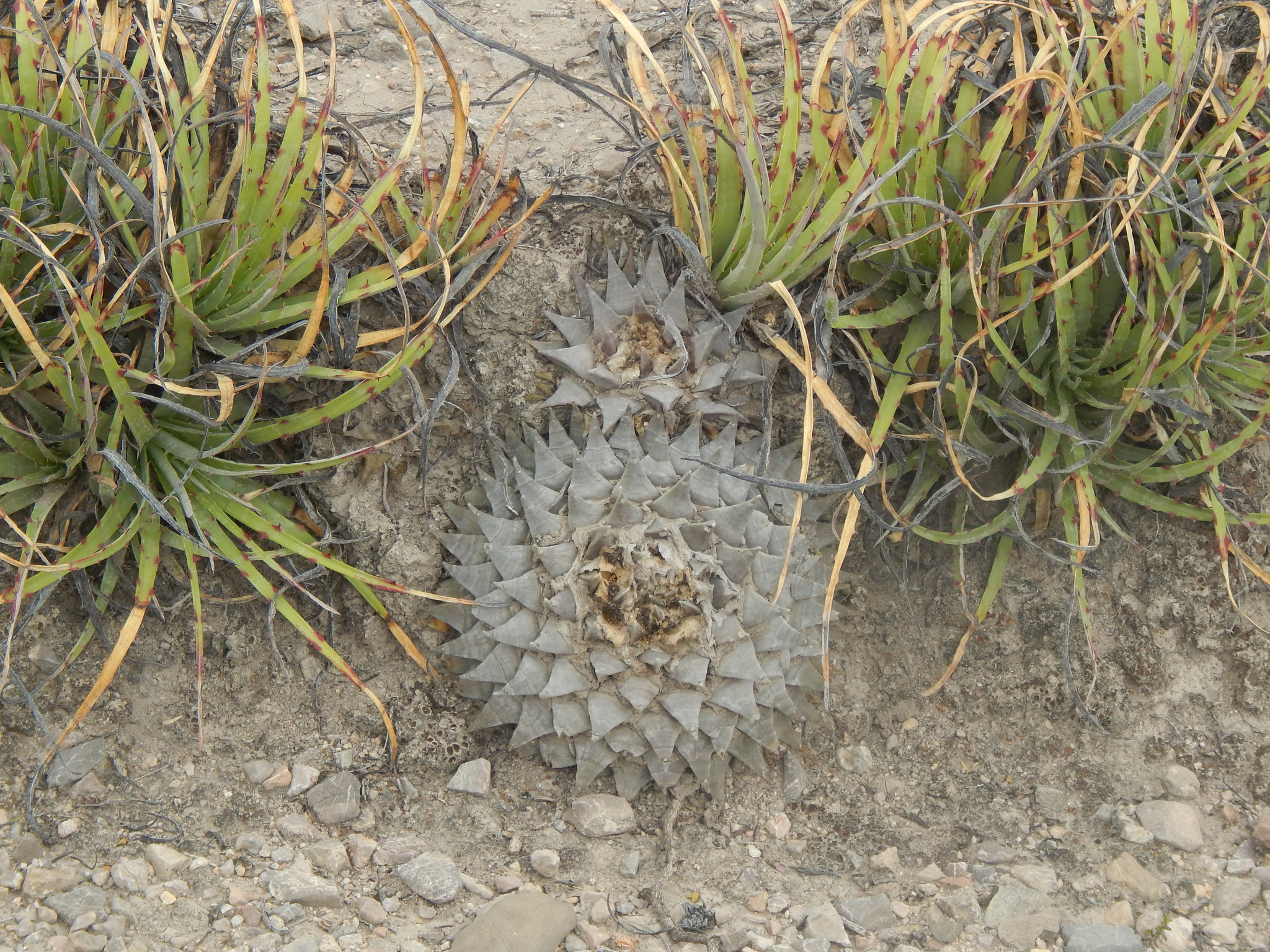
Planta en su hábitat
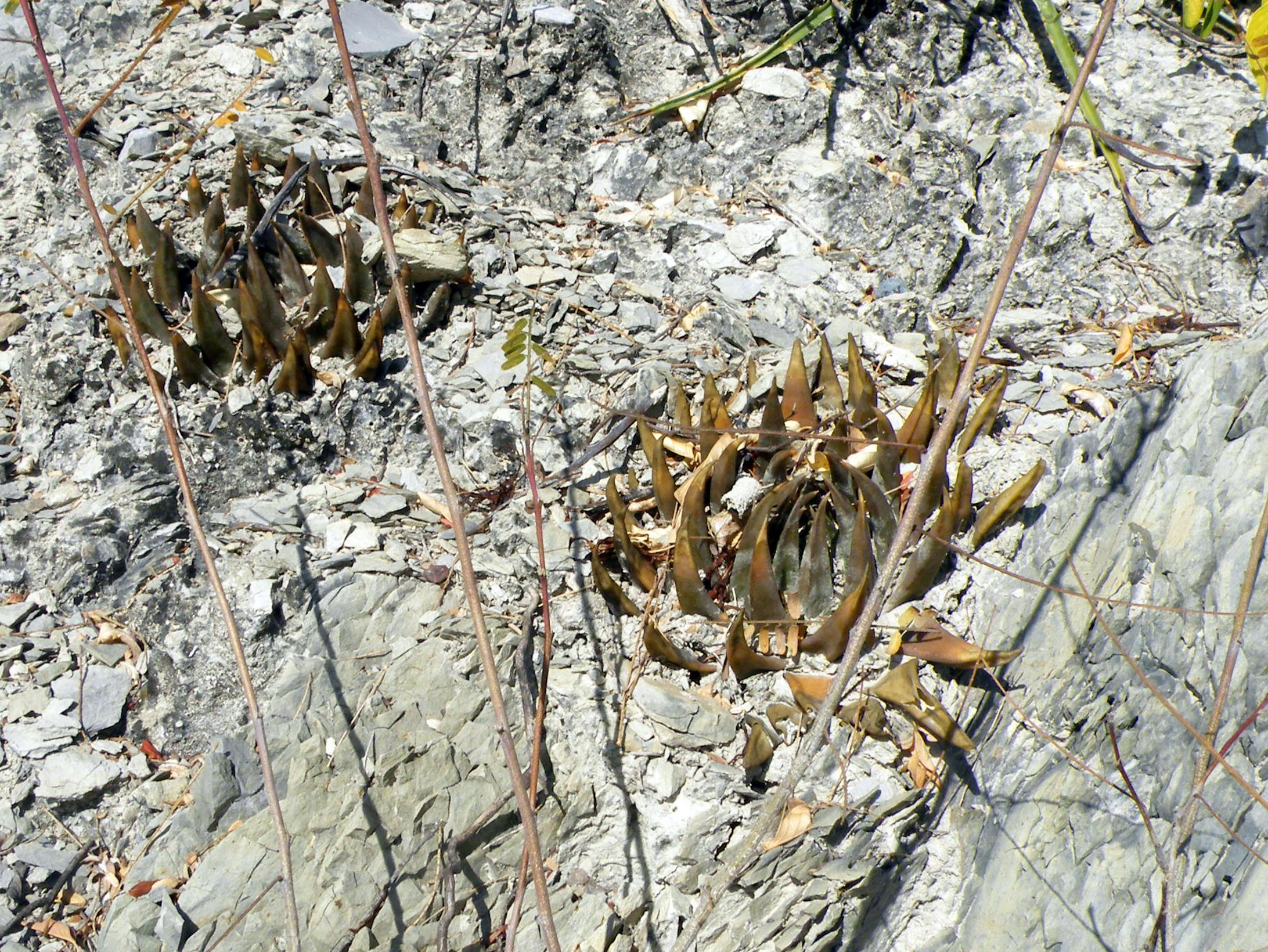
Planta con el tallo semienterrado